# Barbara Kosmowska-Ceranowicz
Barbara Ewa Kosmowska-Ceranowicz (ur. 22 stycznia 1931 w Warszawie) – badaczka bursztynu, profesor nauk geologicznych.

## Życiorys
Wykształcenie średnie i maturę uzyskała w Gimnazjum i Liceum im. Przemysława w Rogoźnie Wielkopolskim. W latach 1951–1952 studiowała geologię na Wydziale Nauk o Ziemi Uniwersytetu Wrocławskiego, a od 1953 na Wydziale Geologii Uniwersytetu Warszawskiego, kończąc ją tam w 1956 r. Praca magisterska pod kierunkiem prof. Samsonowicza dotyczyła geologii stratygraficznej dolnego kambru w Górach Świętokrzyskich. Doktorat uzyskała w PAN w 1965 r. pracą pt. "Osady preglacjalne dorzecza środkowej Wisły, habilitacja – Uniwersytet Warszawski, Wydział Geologii, 1980 r., tytuł naukowy profesora w 1992 r.
Od 1956 roku pracuje w Muzeum Ziemi Polskiej Akademii Nauk w Warszawie, w latach 1974-2007 i 2008-2010 jako kierownik Działu Bursztynu, wcześniej jako kierownik Działu Geologii. Głównym przedmiotem jej badań są złoża bursztynu i ich rozprzestrzenianie w świecie, a obecnie także identyfikacja i metody oznaczania żywic kopalnych. Jest członkiem Polskiego Towarzystwa Geologicznego. Była członkiem założycielem Grupy Roboczej Minerałów Organicznych Międzynarodowego Towarzystwa Mineralogicznego, która działała od 1985 roku przez blisko 25 lat. Jest członkiem założycielem oraz rzeczoznawcą w dziedzinie bursztynu i innych żywic kopalnych Polskiego Towarzystwa Gemmologicznego, Międzynarodowego Stowarzyszenia Bursztynników, w którym była jednym z wiceprezesów pierwszego zarządu głównego oraz Światowej Rady Bursztynu, a także członkiem Bernstein Arbeitskreis w Hamburgu. Od 1993 roku współpracuje również z organizatorami targów Amberif w Gdańsku, a od roku 2001 targów Złoto Srebro Czas w Warszawie, w zakresie popularyzacji wiedzy o bursztynie.
Do roku 1999 była autorką około 100 publikacji naukowych, a także szeregu prac popularnonaukowych o bursztynie (łącznie publikacji naukowych i popularnonaukowych w 2012 r. było przeszło 250) oraz licznych scenariuszy wystaw krajowych i zagranicznych. Konsultuje wiele polskich i międzynarodowych prac badawczych. Inicjuje i koordynuje krajową i międzynarodową interdyscyplinarną współpracę w gronie badaczy bursztynu.